# Frygijczycy
Frygijczycy (Frygowie) – starożytny lud indoeuropejski pochodzący z Bałkanów.  
Przed końcem drugiego tysiąclecia osiedlili się w środkowej Anatolii, głównie w zakolu rzeki Halys, na ziemiach poprzednio zajmowanych przez Hetytów. Posługiwali się językiem frygijskim, będąc blisko spokrewnieni z Grekami. Czasem utożsamiani są z Muszkami, znanymi ze źródeł asyryjskich. Utworzyli własne państwo, które przeżywało największy rozkwit za panowania króla Midasa. Swą kulturę opierali na tradycji ludów anatolijskich. 

## Mitologia
Najważniejszym bóstwem była bogini pochodzenia anatolijsko-syryjskiego – Kybele, zwana Wielką Macierzą, której młodym kochankiem był Attis. Główne sanktuarium bogini znajdowało się w miejscowości Pesynunt, a kult obydwu bóstw miał charakter orgiastyczny. Kapłani Kybele nierzadko dokonywali samokastracji. Inne bliżej znane bóstwa frygijskie to Men, Bagajos, Sabazjos.